# Ratel (radioprogramma)
Ratel is een Nederlands wekelijks mediaprogramma van de KRO dat van 1978 t/m 1993 achtereenvolgens was te beluisteren op Hilversum 2, Hilversum 1 en Radio 2.
Televisiekijkers en radioluisteraars werden in de gelegenheid gesteld om kritiek te uiten op programma's die eerder die week waren uitgezonden door de landelijke en regionale omroepen. De presentator van Ratel vroeg de programmamakers in kwestie om een reactie en ging met hen in discussie. Begin 1989 werd het programma omgedoopt tot Ratel-Plus en de formule gewijzigd, zodat ook kritiek op films, boeken en kranten- en tijdschriftenartikelen aan de orde kon komen.
Redactiemedewerkers waren onder anderen Aad van den Heuvel en Marc Stakenburg, die het programma vanaf 1991 tevens presenteerde.
In 1993 werd Ratel-Plus beëindigd als gevolg van een reorganisatie bij de KRO-radio. De allerlaatste uitzending vond plaats op 28 mei van dat jaar.